# 广东厚壳桂
广东厚壳桂（学名：Cryptocarya kwangtungensis）为樟科厚壳桂属下的一个种。

## 扩展阅读
- 維基物種上的相關：广东厚壳桂